# M61 バルカン
M61 バルカン (M61 Vulcan) は、アメリカ合衆国のゼネラル・エレクトリック (GE) 社が開発した20mmガトリング砲。航空機関砲や艦艇・地上部隊用の低高度防空用機関砲として用いられる。
日本においては、開発時のコードネーム、および製品名であるバルカン（Vulcan：ローマ神話に登場する火神。ギリシア神話の鍛冶神ヘーパイストスに相当する。） の名で知られる。

## 来歴
第二次世界大戦の終結時、アメリカ軍は、ジェット戦闘機の登場とともに航空機関砲への要求事項が変化したことを認識した。目標となる航空機の高速化とともに、短時間でより多くの弾頭を、しかも高初速で投射することが求められるようになったことから、アメリカ陸軍武器科と海軍は、より高性能の航空機関砲についての研究を開始し、産業界や研究機関との間で、空戦に適した高性能機関砲の開発およびコンセプトモデルの製作についての契約が締結された。当時、ゼネラル・エレクトリック社はM24A1を用いた爆撃機の自衛用機関砲システムの開発に取り組んでいたが、その過程でより高性能の機関砲の必要性をいち早く認識したことで、ガトリング砲の原理を近代化した新型機関砲の開発に着手、1946年にはスプリングフィールド造兵廠からの契約を受注した。この開発計画はまもなくバルカン計画と称されるようになった。
1949年には最初の試作品であるT45（モデルA; .60口径）が試験に供され、有望な成果を示した一方で、発射速度（毎分2,500発）は更に向上させる余地があり、また重量（426 lb / 193 kg）は軽減の必要が認められた。10挺が試射に用いられ、F-94戦闘機に搭載しての試験も行われた。その成果を踏まえ、次の試作品として開発されたのがT171E1（モデルC）であり、口径を20ミリに変更するとともに、発射速度は毎分4,000発に向上、重量は166キロ（365 lbs）に軽減された。1953年から1955年にかけて33門が製作されて70万発以上の試射が行われ、動作不良率は9,000発に1回という信頼性であった。更に部品点数を576点から448点に削減するとともに、重量も119キロ（262 lbs）に減少させた改良型としてT171E2（モデルD）が開発された。1954年12月に薬莢の変形という問題が生じたものの改修キットによって解決され、また1956年4月以降の出荷分は、そのキットを当初から組み込んだT171E3に移行した。
1956年12月にはT171E3の開発は完了したものとみなされるようになっており、1957年12月、T171E3はM61として制式化された。その後も改良が重ねられており、1959年にはリンクレス式の送弾機構を導入したM61A1が、また1989年には軽量化を図ったM61A2が実用化されている。

## 構造

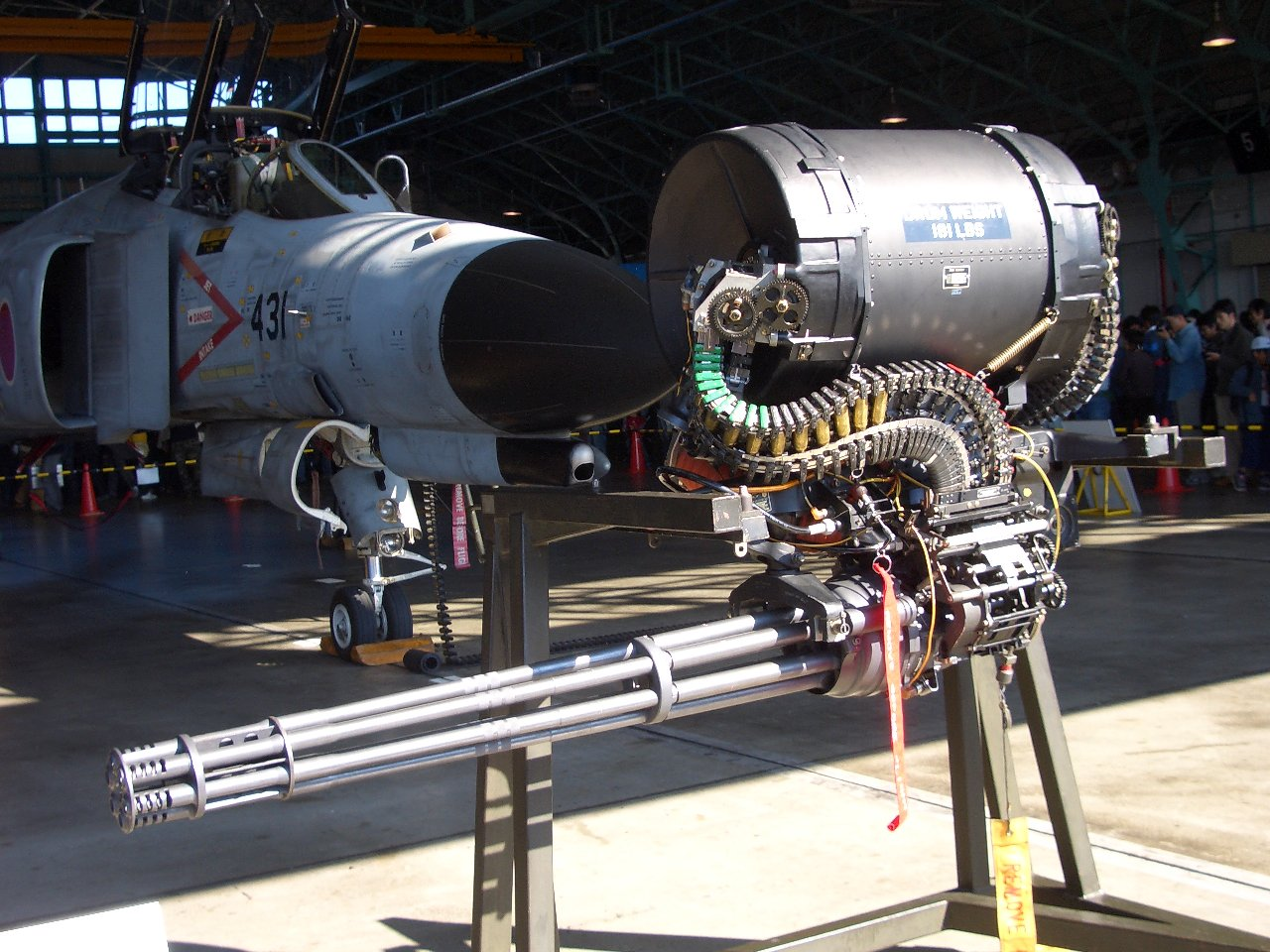
展示されるJM61A1
M61A1を住友重機械工業にてライセンス生産したもの

### 自動機構
本砲は、6本の砲身を束ねたガトリング砲である。6本の砲身はそれぞれ各1個の遊底を有し、外部動力によってハウジング内部のロータで反時計周りに回転をすることで射撃が行われる。ハウジング内壁にはカム経路が形成されており、各遊底はロータの回転に伴って、このカム経路に従って可動し、下記のような工程を繰り返す。
1. 送弾 - 砲弾が薬室後方に配置される。
2. 装填 - 砲弾が薬室内に挿入される。
3. 閉鎖 - 遊底が薬室を閉鎖し、撃発できる状態とする。撃発は電気式である。
4. 開放 - 撃発後、薬室を開放する。
5. 抽筒 - 薬莢を薬室から引き出す。
6. 蹴出 - 薬室から引き出された薬莢が排出される。

これらの工程を繰り返すための外部動力としては、電気モーターと油圧モーターの双方が使用できるほか、ガンポッドとして搭載する場合にはラムエア・タービンが用いられる場合もある。またファランクスのブロック1ベースライン1では空圧式の駆動方式が採用された。なおガス圧作動方式に変更した派生型としてGAU-4/A（陸軍での呼称はM130）も開発され、ガンポッド用として用いられたものの、こちらは1972年には生産終了となった。

### 送弾機構
バルカン計画の初期段階から、標準的なリンクによる給弾では、砲の性能を制約してしまうことが指摘されていた。この砲は0.4秒で毎分6,000発という最大発射速度に達し、またその最大発射速度から射撃停止までにも同程度の時間を要するため、全く新しい弾倉や送弾機構が求められていた。最初にF-104に搭載された際には、リンクの投棄機構の問題から、最大発射速度は毎分4,000発に制限された。
その後、コンベアを用いたリンクレス式の送弾機構が開発され、M61A1で導入されて、まもなく標準的に用いられるようになった。この機構では空薬莢を弾倉に戻して収容することもできるが、これは排出した空薬莢が機体にあたって損傷するリスクを排除するとともに、機体の重心の移動も軽減できるという点で望ましい機能であった。
弾倉はヘリカル構造のドラムマガジンで、容量は機体によって異なるが、最大で1,000発以上とされる。弾倉や送弾機構の構成は機体のレイアウトによって異なり、これが砲システム全体の重量にも影響を与えており、例えば、F-16戦闘機は水平方向に配置した弾倉に512発を収容して総重量375キロ、F/A-18戦闘攻撃機は砲の下に配置した弾倉に570発を収容して総重量381キロ、F-15戦闘機は容量940発で総重量526キロである。またイタリアのAMX攻撃機は標準的なリンクによる給弾を採択したため発射速度は毎分4,000発に制約され、容量403発で総重量は356キロである。

### 砲身部
砲身はクロムモリブデンバナジウム鋼（CrMoV）を素材とし、漸増転度のライフリングを有する。砲身命数は20,000発とされる。上記の通り、M61およびM61A1では毎分6,000発という最大発射速度に達するのに0.4秒を要したが、M61A2では砲全体の軽量化の一環として砲身を肉薄としたことで、0.25秒で最大発射速度を発揮できるようになった。
砲身長は5フィート（1,520 mm; 76口径長）を基本とする。ファランクスのブロック1Bでは射程延伸・精度向上のため99口径と長砲身化したモデルが採用された。一方、ヘリコプターに搭載するため51口径長に短縮して重量軽減を図ったM195も製作されたものの、こちらは重量軽減効果が不十分であり、砲身数を3本に減らしたM197が採用されることになった。

## 実装

### 航空機搭載型

#### 固定装備式
イタリア
- AMX(イタリア空軍仕様)[注釈 1]

 中華民国
- F-CK-1

 アメリカ合衆国
- F-4 - E型（空軍向け）、F型（西ドイツ空軍向け）でM61A1を搭載する。
- A-7 - D型などでM61A1を搭載する。
- F-104
- F-105
- F-106
- F-111
- F-14
- F-15A-D/E
- F-16
- F/A-18A-D/E/F
- F-22
- B-52
- B-58
- AC-130

 日本
- T-2/F-1/F-4EJ/F-15J/F-2

T-2/F-1はM61をライセンス生産したJM61を、F-4EJ/F-15JはM61A1をライセンス生産したJM61A1を搭載、F-2はM61A2を搭載している。

#### ガンポッド
SUU-16/A
ガンポッドとしてM61 バルカンと1,200発の弾薬を搭載したもので、元々は空対地射撃を主眼としており、ラムエア・タービンを動力源とする。このためにスピンアップが遅く、引き金を引いてから定常回転数（6,000発/分）に達するまで1秒もかかる欠点や低速度飛行時には十分な風力が得られない問題があった。
ベトナム戦争では、元々機関砲を装備していないF-4Cの航空機関砲として胴体下に搭載されたが、戦闘機の電子照準器と連動しておらず、射撃精度はパイロットの勘と腕に頼る一面があった。
SUU-23
上記のGAU-4/A機関砲と弾薬1,200発を収容したポッドである。GAU-4/AはM61A1をガス圧作動方式にしたような機関砲であり、また発砲を開始する際の最初の回転は電動機によって与えられる。空薬莢は弾倉に戻されず、排出される。
ベトナム戦争では、元々機関砲を装備していないF-4Dなどに航空機関砲として胴体下に搭載された。

### 地上用
バルカン砲を対空砲として用いることは早くから検討されており、1964年より、アメリカ陸軍武器コマンドの指示に基づいてVADS（Vulcan Air Defence System）の開発が開始された。
試験を経て、1967年より、M113装甲車をベースとしたM163対空自走砲および牽引式のM167牽引式対空砲の配備が開始された。機関砲部としては、M61A1とほぼ同様だが、地上運用を前提に補機などの構成を調整したM168が用いられている。
航空自衛隊も、ベレンコ中尉亡命事件を契機とした基地防空構想の一環としてVADSを導入していたほか、用途廃止になったF-104から取り外したバルカン砲を流用したVADS-IIも取得したものの、こちらはレーダーを装備しておらず発射速度も遅いことなどから、少数を取得するに留まった。またVADSも2022年3月までに運用を終了した。

### 艦載用
艦載用としては、M61A1に小型の捕捉・追尾レーダーを組み合わせてCIWSとしたファランクスが有名だが、他にも各社が様々なマウントを供給している。
JM61-M
日本で開発された人力操砲式の艦載版。海上自衛隊や海上保安庁において、70口径20mm単装機関砲の後継として採用された。
製造は日特金属工業（後に住友重機械工業に合併）が担当するが、同社は航空機関砲としてのM61A1のライセンス生産（JM61A1）を行っており、JM61-Mはその砲身部と送弾機構、機関部等を流用している。機関砲は四脚構造の旋回架台と組み合わせた砲架に搭載されているが、半円形の肩当てや環状照準器などは従来のエリコン式機関砲と同様のものである。対水上用を想定していることもあり、発射速度は毎分450発に抑えられている。
JM61-RFS
JM61-Mをもとに箱型の単装砲塔に組み込んだもの。赤外線捜索監視装置との連接により、目標追尾型遠隔操縦機能（RFS）を備えている。海上保安庁において、原型機が「しきしま」に搭載されたのち、平成12年度より標準的な兵器に加えられた。
また海上自衛隊の1号型ミサイル艇に搭載された20mm機銃は「しきしま」搭載機の派生型とみられているほか、えのしま型掃海艇3番艇「はつしま」、あわじ型掃海艦に搭載されたJM61R-MSは、海上保安庁のJM61-RFS Mk.2と同等の性能を備えている。
大宇ADS（Air Defense System）
大韓民国の大宇社は、地上用の対空砲システムを艦載化したような有人マウントを供給している。射手用のスペースはエンクローズされ、GSA Mk.3照準器を備えている。

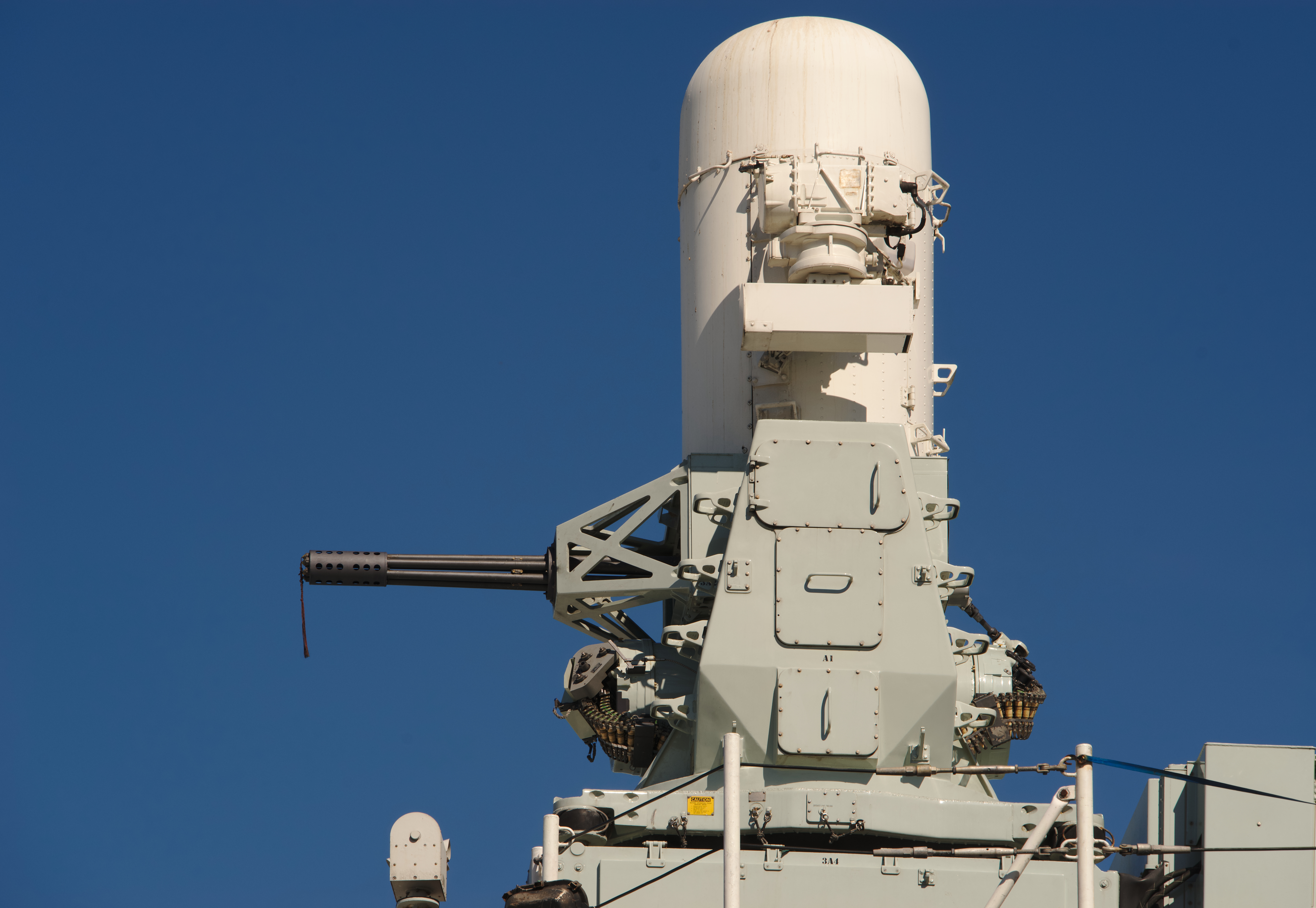
ファランクス CIWS
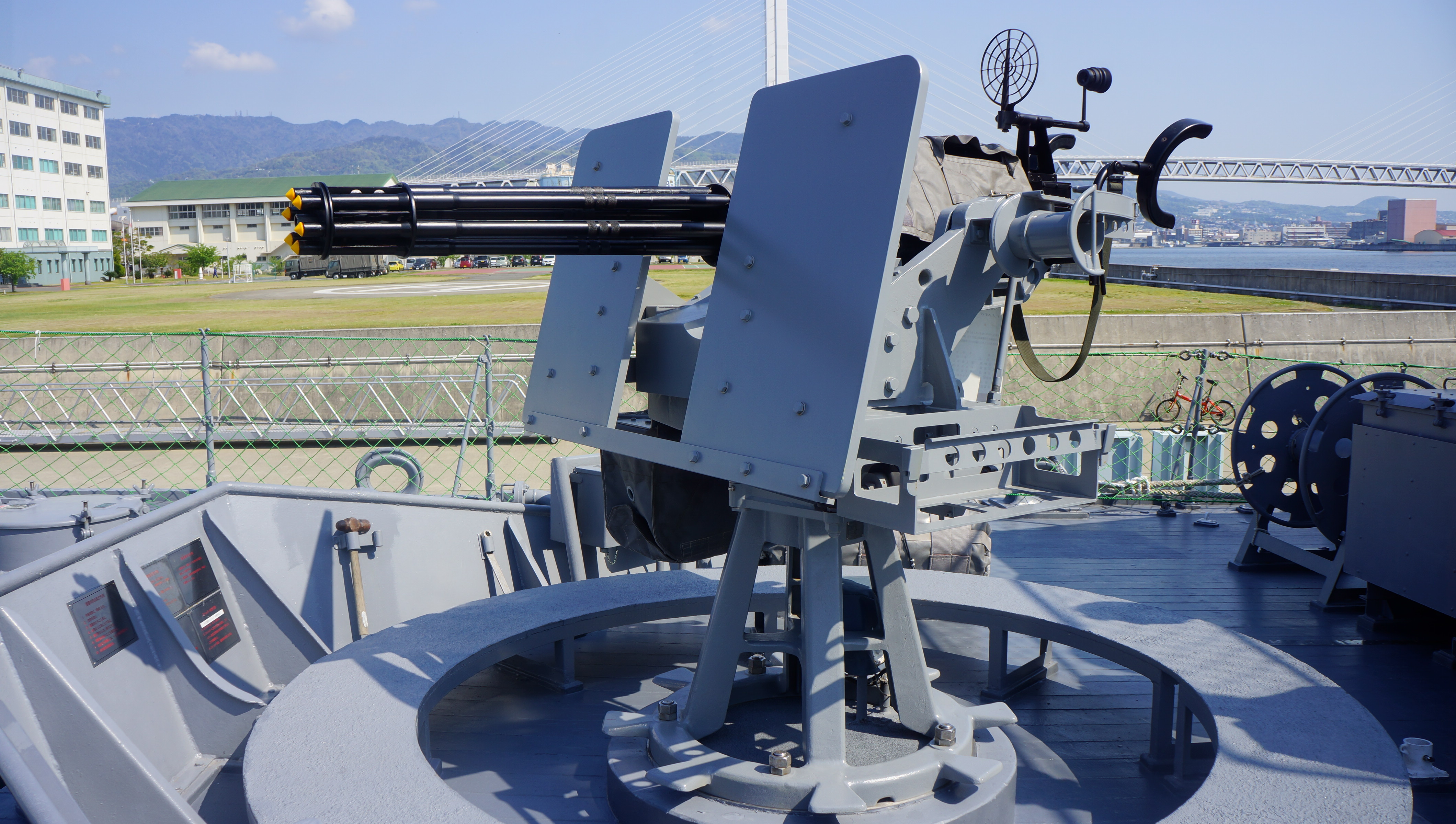
JM61-M（掃海艇搭載の非磁性型）
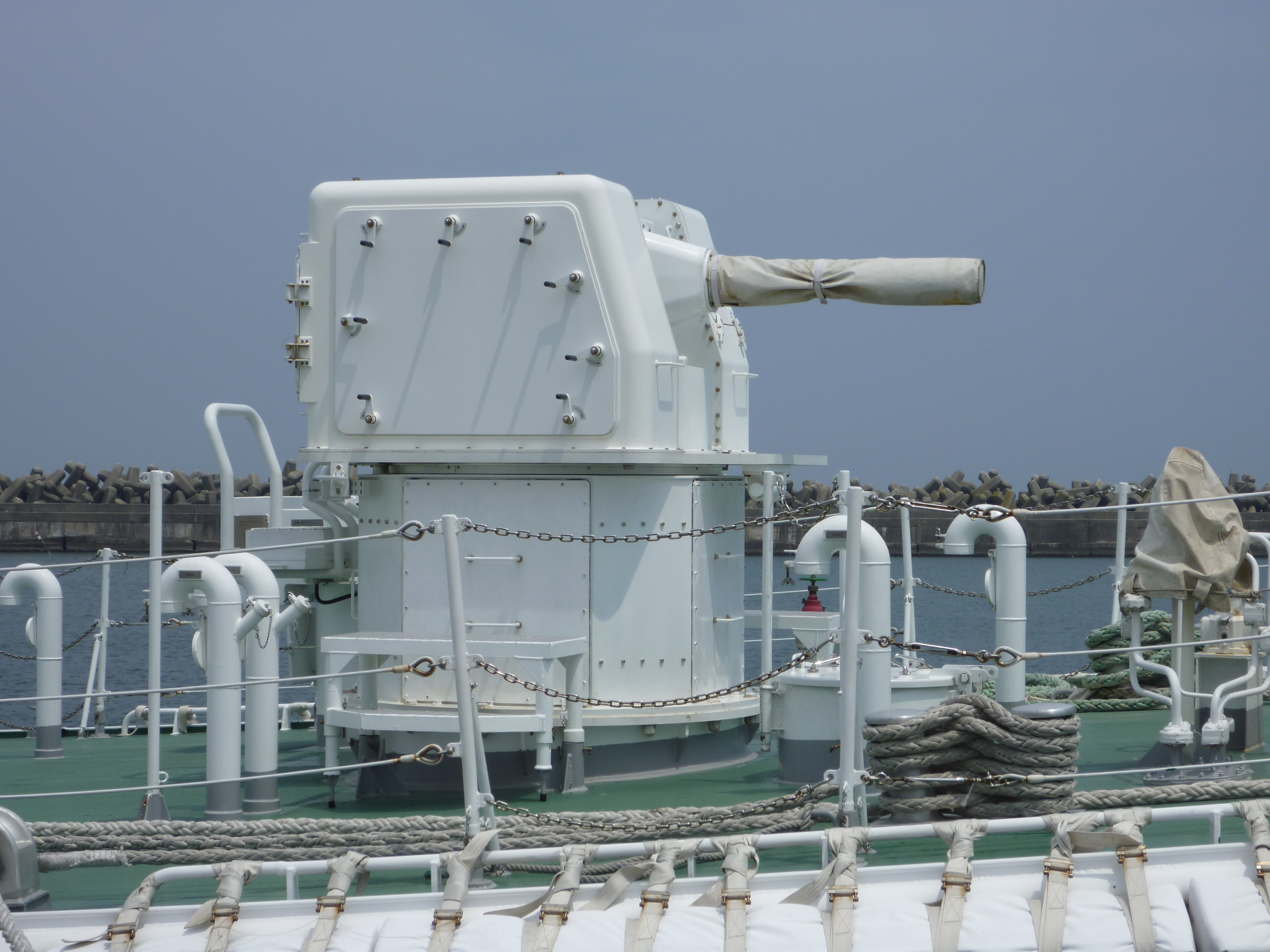
JM61-RFS

## 派生型

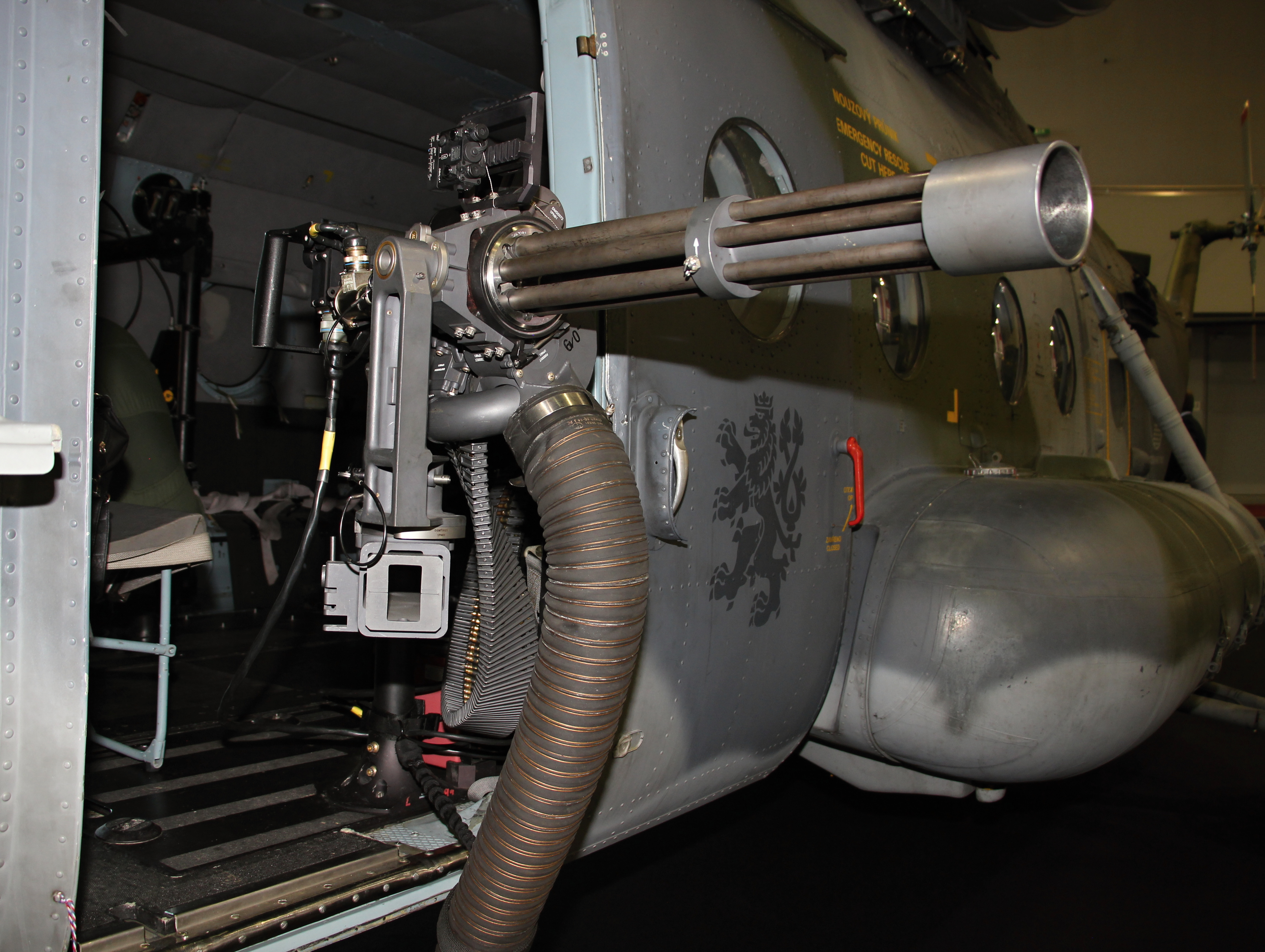
M134重機関銃

GE社は、T171E1の開発と並行して、バルカンII計画のもと、1954年からはイギリスのADENやフランスのDEFA 550と同規格の30×113mmB弾を使用するようにスケールアップした機関砲の開発に着手、1956年12月には最初の試作品が完成し、T212と称された。1957年12月には2門目も製作され、予定を延長して試験に供されたものの、製品化には至らなかった。この経験を踏まえて、1966年からは砲身を3本として軽量化を図るとともに、弾薬も30×100mmB弾に変更したモデルが開発され、XM188としてYAH-63攻撃ヘリコプターとともに陸軍に提案されたものの、YAH-63がYAH-64に敗北したため、こちらも装備化されなかった。その後、空軍の近接航空支援用攻撃機のための機関砲の選考に向けて、より強力な30×173mm弾を使用するとともに砲身も7本に増したアヴェンジャーを開発し、フィルコ・フォード社を破って契約を勝ち取った。また25×137mm弾を使用するイコライザーも製品化されている。
一方、逆に機関銃としてダウンサイジングされたモデルも開発されている。まず1960年よりM61A1をもとにした7.62×51mm弾モデルが開発され、ミニガンとして製品化して、アメリカ空軍ではGAU-2B/A（陸軍ではM134、海軍ではMk.25）として装備化された。また12.7×99mm弾仕様のGECAL.50も製品化されている。

## 登場作品

### 映画・テレビドラマ
『アイアンマン』
F-22に搭載されたA2がアイアンマン Mk.3に使用される。
『海猿 UMIZARU EVOLUTION』
第6話にて、架空のしれとこ型巡視船「ながれ」に搭載されたJM61-Mが不審船に対する威嚇射撃に使用されると、第7話では、不審船から銃撃を受けたことで正当防衛射撃に使用され、不審船の船体に命中弾を与える。
『ガメラ3 邪神覚醒』
小松基地所属のF-15Jに搭載されたA1が、イリスに対する威嚇射撃に使用される。
『ゴジラ×モスラ×メカゴジラ 東京SOS』
冒頭にて、スクランブル発進した百里基地所属のF-15Jに搭載されたA1が、領空を侵犯したモスラに対する警告射撃に使用される。
『エンド・オブ・ホワイトハウス』
テロリストが使用するAC-130に搭載。F-22を撃墜した後、ホワイトハウスとその周辺を攻撃し市民や警備兵を虐殺する。

### アニメ・漫画
『OBSOLETE』
EP4に登場。PMCサーベラス社の汎用ロボット「エグゾフレーム」が、固定設置したものを重機関銃的に運用する。
『暗殺教室』
プロの殺し屋であるイリーナ・イェラビッチが殺せんせーを暗殺する為に使用する。
『空母いぶき』
ファランクスに搭載されているM61バルカンがミサイル迎撃に使われる。
『ジパング』
第二次世界大戦時へタイムスリップした架空のイージス護衛艦「みらい」に搭載されているファランクスのM61バルカンが敵機や航空爆弾、反跳爆弾、砲弾などの迎撃に使われる。

### 小説
『ゲート 自衛隊 彼の地にて、斯く戦えり』
小説・漫画・アニメ版にて、異世界へ派遣された航空自衛隊のF-4EJ改に搭載されたA1が、帝国軍の翼竜や新生龍に対して使用される。小説版では描写に不詳部分があるが、漫画版では空中の新生龍に、アニメ版では地上へ落下した新生龍に対して掃射を加える。
『空の中』
調査のために飛んだF-15DJが白鯨の場所を把握するため、ペイント弾を放つ。
『日中尖閣戦争』
特殊運搬艇の主武装として登場。乗員が中国海軍の江凱I型フリゲート「安慶」に対して使用し、小破させる。
『日本北朝鮮戦争 自衛隊武装蜂起』
物語序盤にて、航空自衛隊のF-15Jに搭載されたA1が竹島に上陸した北朝鮮軍に対して使用され、機銃掃射で何人かを倒すほか、物語終盤に同じくF-15Jに搭載されたA1が難民船に紛れて攻撃してくる工作船を攻撃する際に使用される。
『日本北朝鮮戦争 竹島沖大空海戦』
物語終盤にて、航空自衛隊のF-15Jに搭載されたA1が北朝鮮空軍のMiG-21に対して使用され、1機を撃墜する。
『日本国召喚』
航空自衛隊のF-15J、F-2に搭載されたものが対地掃射や空対空攻撃に用いられるほか、海上自衛隊のこんごう型護衛艦「みょうこう」に搭載されたファランクス、海上保安庁のしんざん型巡視船「いなさ」に搭載されたJM61-RFSが敵ワイバーンに対する攻撃に使用される。

### ゲーム
『WarThunder』
　   主にアメリカツリーの機体や日本ツリーの機体に搭載されている。
『Operation Flashpoint: Cold War Crisis』
アメリカ軍陣営で使用可能なM163対空自走砲の武装として登場する。
『Wargame Red Dragon』
NATO陣営のアメリカ軍デッキで使用可能なM163にA1とM168が搭載されている。また、各種航空機の武装としてA1が登場する。
『マーセナリーズ2 ワールド イン フレームス』
連合軍が使用する対空車両「ガーディアンSAM」の武装として登場する。
『メタルギアソリッド』
バルカン・レイブンが個人携帯用に改造したA1を使用。
『メタルギアソリッド3』
MC-130 コンバット・タロンに2門搭載されている。